# Collective Soul (album 2009)
Collective Soul è l'ottavo album in studio della rock band statunitense Collective Soul, pubblicato il 25 agosto 2009. Per la sua omonimia con il secondo album della band, è anche chiamato Rabbit. Dopo aver pubblicato due album e due EP con la propria etichetta musicale El Music Group, la band torna a collaborare con l'Atlantic Records, pubblicato il nuovo album con la Roadrunner Records, appartenente al gruppo Atlantic.
Dall'album sono stati estratti i singoli Staring Down, Welcome All Again e You.

## Tracce
1. Welcome All Again – 3:54
2. Fuzzy – 3:59
3. Dig – 3:18
4. You – 3:51
5. My Days – 3:42
6. Understanding – 4:23
7. Staring Down – 3:35
8. She Does – 3:26
9. Lighten Up – 3:36
10. Love – 3:32
11. Hymn for My Father – 2:53

Tracce bonus nell'edizione Deluxe
1. Staring Down (acoustic) - 3:25
2. She Does (piano version) - 3:02
3. Heart to Heart - 3:09

## Formazione
- Ed Roland - voce, chitarra addizionale, tastiera
- Joel Kosche - chitarra solista
- Dean Roland - chitarra ritmica
- Will Turpin - basso, cori
- Cheney Brannon - batteria, percussioni

## Classifiche
| Classifica (2009)         | Posizione massima |
| ------------------------- | ----------------- |
| Canada                    | 9                 |
| Stati Uniti               | 24                |
| Stati Uniti (alternative) | 8                 |
| Stati Uniti (rock)        | 10                |